# Bécline 1
La bécline 1 est une protéine intervenant dans l'autophagie. Son gène, BECN1 est situé sur le chromosome 17 humain.
Elle forme un complexe avec les protéines ATG6 et ATG14 qui interviennent dans la formation d'un pré auto phagosome. Egalement avec ATG6 capable de neutraliser BCL2 qui est une protéine anti apoptotique.

## Rôles
Elle favorise l'autophagie et pourrait être inhibitrice de la croissance de certaines tumeurs. Elle intervient dans le développement embryonnaire.Elle interagit avec le phosphoinositide 3-kinase, formant des complexes avec l'ATG14L et l'UVRAG, et avec la protéine Rubicon.
Elle serait protectrice au niveau du cœur en cas de sepsis.
Son insuffisance est suspectée dans la parthogenèse de la maladie de Machado-Joseph.